# 高士望
高士望（16世紀—1623年），字文寰，號孟山，山西平陽府襄陵縣人，明朝政治人物。

## 生平
高士望是萬曆二十五年（1597年）舉人，四十一年（1613年）成進士，户部觀政，四十三年獲授大理寺評事，歷升寺副、寺正。四十七年丁憂歸，天啓元年復除原职，天啟二年（1622年）他出任嘉興知府，做事莊重認真、理解當地民情，處理政務持大體，得到名流重視。次年卒于官。

## 家族
曾祖高釗。祖父高成。父高芾，光禄丞。

## 引用
1. 1 2  民國《襄陵縣志·卷十一·名賢傳》：高士望 字文寰，初任大理寺評事，厯至浙江嘉興府知府，衷懷洞達，儀度端凝，蒞政務持大體，一時海內名流雅重。
2. ↑  民國《襄陵縣志·卷十六·選舉表》：（萬曆）丁酉科（舉人）……高士望 見甲科
3. ↑  《萬曆四十一年癸丑科進士履歷》：高士望，孟山，礼记房，癸未七月二十日生。襄陵人，丁酉鄉試五十五名，会试二百三十九名，三甲一百四十一名。户部政，乙卯授左評事，丁巳升左寺付，升右寺正，己未丁憂，辛酉除原职，壬戌升加兴知府，癸亥卒。